# Marion Pritchard
Pour les articles homonymes, voir Pritchard.
Marion Pritchard, née van Binsbergen le 7 novembre 1920 et morte le 11 décembre 2016, est une travailleuse sociale et psychanalyste néerlando-américaine, qui s'est distinguée comme sauveuse des Juifs aux Pays-Bas pendant la Seconde Guerre mondiale. Marion Pritchard aide à sauver environ 150 Juifs néerlandais, pour la plupart des enfants, tout au long de l'occupation allemande du pays,. Elle travaille aussi en collaboration avec la résistance néerlandaise et abat un nazi néerlandais, informateur auprès des Allemands, pour sauver des enfants juifs,,,.

## Jeunesse
Marion Philippina van Binsbergen est née le 7 novembre 1920 à Amsterdam et grandit aux Pays-Bas. Elle est la fille du juge libéral Jacob van Binsbergen, qui fait partie du conseil des régents des prisons d'Amsterdam. Ses parents l'encouragent à exprimer ses sentiments et à attendre d'eux des réponses honnêtes. Elle se souvient avoir fréquenté l'école avec des Juifs dans chaque classe et déclare qu'ils étaient « considérés comme néerlandais comme tout le monde ». À 19 ans, elle s'inscrit dans une école de travail social à Amsterdam. 

## Occupation allemande des Pays-Bas
L'armée allemande envahit et occupe les Pays-Bas en mai 1940. Au cours de ses études en travail social, Marion Pritchard (alors Marion van Binsbergen) est arrêtée alors qu'elle est dehors avec des amis malgré le couvre-feu, amis qui à son insu distribuent des transcriptions d'émissions de radio alliées, et est emprisonnée pendant sept mois. 
Au printemps 1942, Marion Pritchard assiste à une rafle où les occupants d'une maison d'enfants juifs, y compris des bébés, sont attrapés par les membres ou les cheveux et jetés dans des camions pour être emmenés par les nazis, pendant que deux femmes essayent d'intervenir. Ces dernières attaquent les soldats et sont alors mises dans un camion. Elle décrit sa réaction en voyant cet événement : « J'ai été choquée et en larmes, et après cela, j'ai su que le sauvetage était la chose la plus importante que je pouvais faire »,. 
Marion Pritchard commence à travailler avec la Résistance intérieure, apportant de la nourriture, des vêtements et des papiers à ceux qui se cachent des nazis. Dans le cadre de son plan de sauvetage, Marion Pritchard enregistre des enfants juifs comme ses propres enfants, puis les placent dans des foyers sûrs et non juifs. Elle obtient aussi de faux papiers d'identité et des cartes de rationnement pour les adultes juifs. Elle entreprend ensuite des activités plus dangereuses lorsqu'elle est chargée de livrer un colis dans une maison du nord du pays. Pendant le voyage, un inconnu lui donne une petite fille. En arrivant à destination, elle découvre que les personnes auxquelles elle doit livrer le colis ont été arrêtées. Elle se réfugie alors auprès d'un homme et de sa femme, qui ne font pas partie de l'opération mais qui acceptent de s'occuper d'elle et du bébé. 
Son sauvetage le plus remarquable a lieu à la fin de 1942 lorsqu'elle abrite Fred Polak et ses trois enfants dans les quartiers des domestiques de la villa d'un ami à Huizen, à 25 km d'Amsterdam. Bien que la famille dispose d'une cachette dans la maison, ils sont découverts par un informateur néerlandais en 1944. Pour les sauver, Pritchard abat l'informateur, son corps est caché dans un salon funéraire et enterré dans le même cercueil avec une autre personne sans que son sort ne soit découvert par les autorités. 
Elle n'a jamais discuté de ses activités avec ses parents ou son frère cadet, de peur qu'ils ne soient en danger. 

## Après-guerre
Après la guerre, Marion Pritchard travaille pour l'Administration des Nations Unies pour le secours et la reconstruction dans des camps de personnes déplacées en Allemagne. Elle est notamment chargée de réunifier les familles juives. Là, elle rencontre et épouse Anton "Tony" Pritchard, le chef d'un de ces camps en Bavière et officier de l'armée américaine récemment licencié. Les Pritchard déménage aux États-Unis en 1947 et s'installent à Waccabuc, New York, où elle travaille comme assistante sociale pour enfants, aidant des familles de réfugiés. En 1976, son mari et elle partent pour Vershire dans le Vermont et elle recommence ses études pour devenir psychanalyste à la Boston Graduate School of Psychoanalysis (en). Elle exerce ensuite en tant que psychanalyste. 
Marion Pritchard meurt à l'âge de 96 ans en décembre 2016 d'une artériosclérose cérébrale.

## Récompenses
Pritchard reçoit les prix suivants pour son travail de sauvetage : 
- 1981 : Juste parmi les nations
- 1996 : Médaille Wallenberg[4]
- 2004 : doctorat honorifique en droit de l'Université du Vermont[11]
- 2009 : Médaille de la vaillance du Centre Simon Wiesenthal